# Antoine Chavasse
Antoine Chavasse (ur. 3 maja 1909 w Les Échelles, zm. 19 lub 20 grudnia 2005) – francuski duchowny (prezbiter, kanonik), liturgista.

## Życiorys
Święcenia prezbiteratu przyjął w r. 1932 lub 1934. Doktorat z teologii uzyskał w Instytucie Katolickim w Lyonie w r. 1938 na podstawie rozprawy na temat namaszczenia chorych w Kościele łacińskim od III do XI wieku. W latach 1938–1956 był profesorem tej uczelni. W roku 1956 przeniósł się na Uniwersytet w Strasbourgu, gdzie w r. 1958 na podstawie rozprawy o sakramentarzu gelazjańskim uzyskał habilitację z teologii i gdzie pracował do r. 1983 lub 1986. 

## Osiągnięcia naukowe

### Znaczenie w historii nauki
Antoine Chavasse był jednym z czołowych liturgistów francuskich, erudytą, traktowanym jako autorytet w swojej dziedzinie. Zajmował się głównie wczesną historią liturgii rzymskiej. Wśród jego odkryć można wymienić rozróżnienie dwóch form liturgii rzymskiej we wczesnym średniowieczu: stacyjnej (której przewodniczył papież) i parafialnej (której przewodniczyli prezbiterzy). Ponadto wykazał, że tradycyjne nazwy sakramentarzy rzymskich (Sacramentarium Leonianum, Gelasianum, Hadrianum) nie odpowiadają rzeczywistości historycznej. Przygotował też wydanie krytyczne traktatów Leona Wielkiego. 

### Wybrane publikacje
- Le Sacramentaire gélasien, Vaticanus Reginensis 316, sacramentaire presbytéral en usage dans les titres romains au VIIe siècle (1957)[9]
- L'organisation stationnale du Carême romain, avant le VIIIe siècle. Une organisation « pastorale » (1982)[12]
- La liturgie de la ville de Rome du Ve au VIIIe siècle (1993)[13]

## Upamiętnienie
W roku 1984 francuskie czasopismo teologiczne i religioznawcze Revue des Sciences Religieuses wydało (jako jeden z numerów) księgę pamiątkową ku czci Antoine'a Chavasse'a.